# جیجاق بوته‌ای جزیره‌ای
جیجاق بوته‌ای جزیره‌ای یا جیجاق بوته‌ای سانتا کروز (نام علمی: Aphelocoma insularis)، که همچنین به عنوان جیجاق جزیره یا جیجاق سانتا کروز شناخته می‌شود، پرنده‌ای از سردهٔ جیجاق‌های بوته‌ای است که بومی جزیره سانتا کروز در سواحل کالیفرنیای جنوبی است. از بین بیش از ۵۰۰ گونه پرنده زادآور در قارهٔ ایالات متحده و کانادا، این تنها گونه بومی جزیره‌ای است.